# غاريث هوبكينز
غاريث هوبكينز (بالإنجليزية: Gareth Hopkins)‏ (14 يونيو 1980 في المملكة المتحدة - ) هو لاعب كرة قدم بريطاني في مركز الهجوم. لعب مع فوريست غرين وWeston-super-Mare A.F.C. ‏ ونادي باث سيتي ونادي تشيلتنهام تاون لكرة القدم وBishop's Cleeve F.C. ‏ وCinderford Town A.F.C. ‏ وCirencester Town F.C. ‏.

## وصلات خارجية
- غاريث هوبكينز على موقع قاعدة بيانات كرة القدم.إي يو (الإنجليزية)
- غاريث هوبكينز على موقع Soccerbase.com (لاعب) (الإنجليزية)